# 韋恩敦 (印地安納州)
韋恩敦（英語：Waynetown）是一個位於美國印地安納州蒙哥馬利縣的城鎮。

## 人口
根據2010年美國人口普查的數據，韋恩敦的面積為1.16平方千米，當中陸地面積為1.16平方千米，而水域面積為0.00平方千米。當地共有人口958人，而人口密度為每平方千米826人。